# X-Games: Pro Boarder
X-Games: Pro Boarder is een computerspel dat werd ontwikkeld door Team Beer en uitgebracht door Electronic Arts. Het spel kwam in 1998 uit voor de Sony PlayStation en Microsoft Windows.
Het spel is een sportspel waarbij de speler kan snowboarden. Het perspectief van het spel wordt getoond in de derde persoon. Het spel kent verschillende modi, zoals half-pipe en downhill. Het is mogelijk om via het internet tegen andere spelers te spelen.

## Ontvangst
| Beoordeeld door                | Jaar | Platform    | Score |
| ------------------------------ | ---- | ----------- | ----- |
| Power Unlimited                | 1999 | Windows     | 81%   |
| GamesFirst!                    | 1999 | Windows     | 80%   |
| IGN                            | 1999 | Windows     | 78%   |
| GameStar (Duitsland)           | 1999 | Windows     | 76%   |
| Absolute Playstation           | 1999 | PlayStation | 71%   |
| Attack Games                   | 1999 | Windows     | 70%   |
| PC Player (Duitsland)          | 1999 | Windows     | 68%   |
| Adrenaline Vault, The (AVault) | 1999 | Windows     | 50%   |
| NowGamer                       | 1998 | PlayStation | 35%   |
| Game Revolution                | 1998 | PlayStation | 33%   |